# داریوش میکائیلی
داریوش میکائیلی (انگلیسی: Dariush Mikaeili؛ زاده ) یک بازیکن فوتبال اهل ایران است.